# Adapsona noctivaga
Adapsona noctivaga är en tvåvingeart som beskrevs av Paramonov 1958. Adapsona noctivaga ingår i släktet Adapsona och familjen Pyrgotidae. Inga underarter finns listade i Catalogue of Life.